# Ruth Ellis (militante)
Cet article concerne la militante américaine. Pour la dernière femme à être exécutée au Royaume-Uni, voir Ruth Ellis.
Pour les articles homonymes, voir Ellis.
Ruth Ellis, née le 23 juillet 1899 à Springfield, dans l'Illinois, et morte le 5 octobre 2000 à Détroit, est une imprimeuse américaine militante pour les droits des personnes LGBT et afro-américaines.

## Biographie
Elle est née à Springfield (Illinois) le 23 juillet 1899, de Charlie Ellis et Carrie Farro Ellis. Elle est la seule fille d'une famille de quatre enfants. Ses parents sont nés dans le Tennessee pendant les dernières années de l'esclavage. Sa mère meurt quand Ruth est adolescente. Ruth Ellis fait son coming out à l'âge de 16 ans quand elle est à l'école secondaire de Springfield. Elle sort avec un diplôme en 1919, alors que moins de sept pour cent des Afro-Américains terminent leurs études secondaires[réf. nécessaire]. 
Dans les années 1920, elle rencontre Ceciline Franklin. Elles emménagent ensemble à Détroit, Michigan, en 1937 où Ruth devient la première femme américaine à posséder une entreprise d'imprimerie. La maison de Ruth et Ceciline est également connue dans la communauté afro-américaine comme le spot gay. C'est un endroit central qui sert également de refuge pour les gays et lesbiennes afro-américaine. Les deux femmes ont vécu ensemble pendant plus de 30 ans. Ceciline est décédée en 1973. Tout au long de sa vie, Ruth Ellis a défendu les droits des homosexuels, des lesbiennes, et des Afro-Américains. Elle est morte chez elle le 5 octobre 2000. Juste un mois avant son décès, le Centre Ruth Ellis (en) a ouvert ses portes comme une agence de services sociaux qui répond aux besoins des jeunes en fuite, sans abri et à risque.[réf. nécessaire]